# Егоровка (Джанкойский район)
Егоровка (укр. Єгорівка, крымскотат. Yegorovka, Егоровка) — исчезнувшее село в Джанкойском районе Республики Крым, располагавшееся в южной части района, в степном Крыму, на левом берегу реки Победная, примерно в 1 километре севернее современного села Ближнегородское.

## История
Первое документальное упоминание селения встречается в Списке населённых пунктов Крымской АССР по Всесоюзной переписи 17 декабря 1926 года, согласно которому в селе в селе Ново-Карловка, Немецко-Джанкойского сельсовета (в котором село состоит всю дальнейшую историю) Джанкойского района, числилось 7 дворов, все крестьянские, население составляло 35 человек, из них 20 украинцев, 14 немцев, 1 записан в графе «прочие». Постановлением ВЦИК РСФСР от 30 октября 1930 года был создан Биюк-Онларский район (указом Президиума Верховного Совета РСФСР № 621/6 от 14 декабря 1944 года переименованный в Октябрьский), теперь как немецкий национальный, в который включили село. Постановлением Президиума КрымЦИКа «Об образовании новой административной территориальной сети Крымской АССР» от 26 января 1935 года был создан немецкий национальный Тельманский район (с 14 декабря 1944 года — Красногвардейский) и село включили в его состав.
После освобождения Крыма от фашистов в апреле, 12 августа 1944 года было принято постановление № ГОКО-6372с «О переселении колхозников в районы Крыма» по которому в район из областей Украины и России переселялись семьи колхозников, а в начале 1950-х годов последовала вторая волна переселенцев из различных областей Украины. С 25 июня 1946 года селение в составе Крымской области РСФСР. Указом Президиума Верховного Совета РСФСР от 18 мая 1948 года Новокарловку переименовали в Егоровку. 26 апреля 1954 года Крымская область была передана из состава РСФСР в состав УССР. 1 января 1965 года указом Президиума ВС УССР «О внесении изменений в административное районирование УССР — по Крымской области» село вновь включили в состав Джанкойского района. Ликвидировано к 1968 году (согласно справочнику «Крымская область. Административно-территориальное деление на 1 января 1968 года» — в период с 1954 по 1968 год, как село Ближнегородского сельсовета Джанкойского района).